# Kristianiafjord
Die Kristianiafjord (I) war ein 1913 in Dienst gestelltes Passagierschiff der norwegischen Reederei Den norske Amerikalinje, das als Transatlantikliner zwischen Norwegen und den USA verkehrte. Im Juni 1917 strandete das Schiff bei Cape Race an der Küste Neufundlands und sank wenige Tage später ohne Verlust von Menschenleben.

## Das Schiff
Die Kristianiafjord war das erste Schiff der 1910 gegründeten norwegischen Reederei Den Norske Amerikalinje A/S (NAL), die im englischen Sprachraum als Norwegian-America Line bekannt war. Sie hatte ein identisches Schwesterschiff, die Bergensfjord, die kurz nach ihr in Dienst gestellt wurde. Beide Schiffe wurden als Passagier- und Frachtschiffe konzipiert und von der Schiffswerft Cammell, Laird & Company in der englischen Hafenstadt Birkenhead gebaut. Die Kristianiafjord (Baunummer 784) lief am 23. November 1912 und die Bergensfjord (Baunummer 787) am 8. April 1913 vom Stapel.

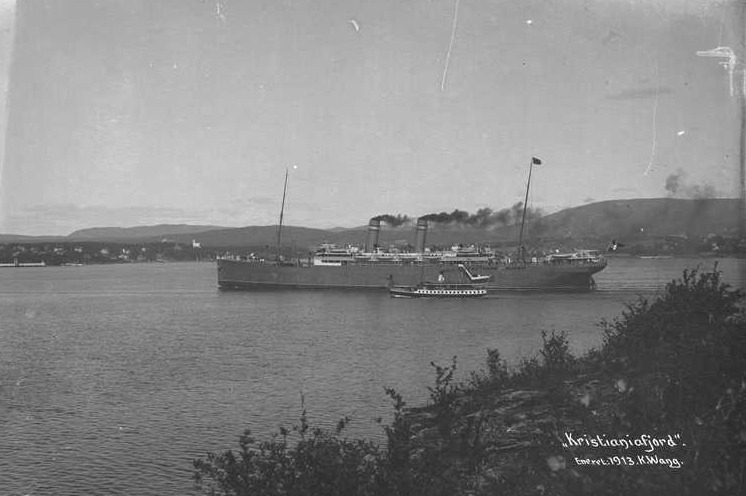
Die Kristianiafjord 1913

Die 10.699 BRT große, aus Stahl gebaute Dampfschiff Kristianiafjord war 156,08 Meter lang, 18,65 Meter breit und hatte einen maximalen Tiefgang von 8,96 Metern. Sie wurde von zwei achtzylindrigen Vierfachexpansions-Dampfmaschinen angetrieben, die ebenfalls bei Cammell, Laird and Company hergestellt wurden und 1469 PSi leisteten. Das Schiff hatte zwei Propeller, zwei Masten und zwei Schornsteine. Die Höchstgeschwindigkeit lag bei 15 Knoten. Die Kohle wurde in acht Einender-Dampfkesseln mit insgesamt 32 Feuerungen verbrannt. Der Schiffsrumpf war durch acht Schotts in wasserdichte Abteilungen aufgeteilt. Das Schiff war mit elektrischem Licht, drahtlosem Funk und einem Doppelboden ausgestattet.
Die luxuriösen Passagierunterkünfte der Kristianiafjord boten Platz für 1200 Reisende, darunter 100 in der Ersten, 250 in der Zweiten und 850 in der Dritten Klasse. Im Mai 1913 wurde die Kristianiafjord ihren Eignern übergeben und am 4. Juni 1913 lief sie unter dem Kommando von Kapitän S. C. Hiortdahl in Oslo zu ihrer Jungfernfahrt via Kristiansand, Stavanger und Bergen nach New York aus. Dies war die übliche Route ihrer Reederei. Die Schiffe der NAL dampften ohne Umweg direkt von Norwegen nach New York, ohne kontinentaleuropäische Häfen anzusteuern. Diese Methode war neu und verkürzte die Reisezeit von bis zu vier Wochen auf eine Woche. Sie war ein grundlegender Faktor für den Erfolg der Reederei.
Am 15. Juni 1917 lief die Kristianiafjord mit 1144 Menschen an Bord aufgrund eines Navigationsfehlers bei Mistaken Point, sieben Seemeilen westlich von Cape Race an der Küste Neufundlands, auf Grund. Alle Passagiere und Besatzungsmitglieder konnten das Schiff sicher verlassen. Der Dampfer saß am Ufer fest, bis er knapp zwei Wochen später, am 28. Juni 1917, in einem Sturm zerstört wurde.